# Chino Hills, Kalifornien
Chino Hills är en stad (city) i San Bernardino County, i delstaten Kalifornien, USA. Enligt United States Census Bureau har staden en folkmängd på 75 928 invånare (2011) och en landarea på 116 km².